# 546 a.C.
Il 546 a.C. (DXLVI a.C. in numeri romani) è un anno  del VI secolo a.C.

## Eventi
- Ciro II di Persia sconfigge il re della Lidia, Creso, e i suoi territori sono incorporati nell'impero achemènide.

## Morti
- Abradate, principe persiano
- Otriade, militare spartano